# 12. siječnja u Drugom svjetskom ratu
Drugi svjetski rat po nadnevcima: 12. siječnja u Drugom svjetskom ratu.

### 1940.
- SSSR bombardirao finske gradove, pri čemu je poginulo više tisuća civila.

### 1945.
- SSSR započeo veliku ofenzivu u istočnoj Europi protiv Trećeg Carstva.